# Beylikova (district)
Beylikova is een Turks district in de provincie Eskişehir en telt 7.450 inwoners (2007). Het district heeft een oppervlakte van 450,3 km². Hoofdplaats is Beylikova.
De bevolkingsontwikkeling van het district is weergegeven in onderstaande tabel.
| 1997   | 2000   | 2007  |
| ------ | ------ | ----- |
| 10.266 | 10.506 | 7.450 |